# Kiran Nadar
Kiran Nadar (* 1951) ist eine indische Bridgespielerin, Kunstsammlerin und Philanthropin. Sie eröffnete 2010 Indiens erstes privates Museum, das Kiran Nadar Museum of Art und wurde vom Forbes Asian Magazine als „Held der Philanthropie“ genannt.

## Leben
Nadar begann ihre Karriere in der Werbung als Kommunikations- und Markenprofi bei MCM. Sie arbeitete dann bei dem Softwarekonzern NIIT. Derzeit ist sie unter anderem für die Leitung des SSN Trust, der Public Health Foundation of India (PFHI), der Rasaja Foundation und der Rajiv Gandhi Foundation verantwortlich, um junge muslimische Mädchen bei ihrer Ausbildung in Uttar Pradesh zu unterstützen. Sie gründete 2010 das erste private Museum in Indien, welches von der Shiv Nadar Foundation gesponsert wurde.  Das Museum begann als Galerie, die in den Räumlichkeiten von HCL Technologies in Noida eingerichtet wurde und mit einer Ausstellung mit dem Titel Open Doors seine Türen für die Öffentlichkeit öffnete. Nach einem Jahr zog das Museum in ein Einkaufszentrum in Delhi, um moderne und zeitgenössische Kunst aus Indien für die durchschnittlichen Besucher des Einkaufszentrums einfacher und bequemer erreichbar zu machen.
Nadar ist ein internationales Ratsmitglied des Museum of Modern Art (MoMA) in New York City und eine der besten Commonwealth-Bridge-Spielerinnen in Indien. Sie vertrat Indien bei verschiedenen internationalen Bridgewettbewerben und konnte 2018 mit ihrem Team bei dem 5. Commonwealth Nations Bridge Championship die Goldmedaille für Indien gewinnen.
Sie ist mit Shiv Nadar, dem Gründer von HCL Technologies, verheiratet und ihre gemeinsame Tochter Roshni Nadar war 2019 die reichste Frau in Indien.